# Anne Schröder
Anne Schröder (11 de setembro de 1994) é uma jogadora de hóquei sobre a grama alemã, medalhista olímpica.

## Carreira
Anne Schröder integrou o elenco da Seleção Alemã Feminina de Hóquei Sobre Grama, nas Olimpíadas de 2016, conquistando a medalha de bronze.